# Growing Up Is Getting Old
Growing Up Is Getting Old (englisch für „Erwachsen werden ist Älter werden“) ist ein englischsprachiger Popsong, welcher von einem Team, bestehend aus Helena Larsson, Maya Nalani, Oliver Björkvall und der bulgarischen Sängerin Wiktorija Georgiewa, geschrieben wurde. Mit diesem Titel hat Georgiewa unter ihrem Künstlernamen VICTORIA Bulgarien beim Eurovision Song Contest 2021 in Rotterdam vertreten.

## Hintergrund und Produktion
Bereits im März 2020 kündigte das Bulgarische Nationale Fernsehen an, dass Viktoria Georgiewa Bulgarien beim kommenden Eurovision Song Contest vertreten werde, nachdem die Ausgabe 2020 aufgrund der fortschreitenden COVID-19-Pandemie abgesagt werden musste. Im August nahm Georgiewa an einem sogenannten Songwriting Camp teil, in welchem passende Titel für den Wettbewerb, sowie für ihr nächstes Album geschrieben werden sollten. Die Interpretin habe bereits 2019 damit angefangen, Teile des Titels zu schreiben. Am 12. Februar 2021 kündigte die Sängerin eine Extended Play mit dem Titel a little dramatic an, welche einen möglichen Titel für den Eurovision Song Contest enthalten soll. Die Titel wurden nacheinander im Internet veröffentlicht, wobei Fans Rückmeldungen hinterlassen konnten. Am 10. März wurde im Rahmen eines Konzertes bekanntgegeben, dass man sich für den Titel Growing Up Is Getting Old entschieden habe.
Der Titel wurde von Georgiewa gemeinsam mit Helena Larsson, Maya Nalani und Oliver Björkvall komponiert und getextet. Björkvall produzierte ihn außerdem.

## Musik und Text
Im Titel gehe es darum, zu seinen Wurzeln und den Orten, an denen man sich sicher fühlt, zurückzukehren. Außerdem gehe es darum, an seine engen Familienangehörigen zu denken.

## Beim Eurovision Song Contest

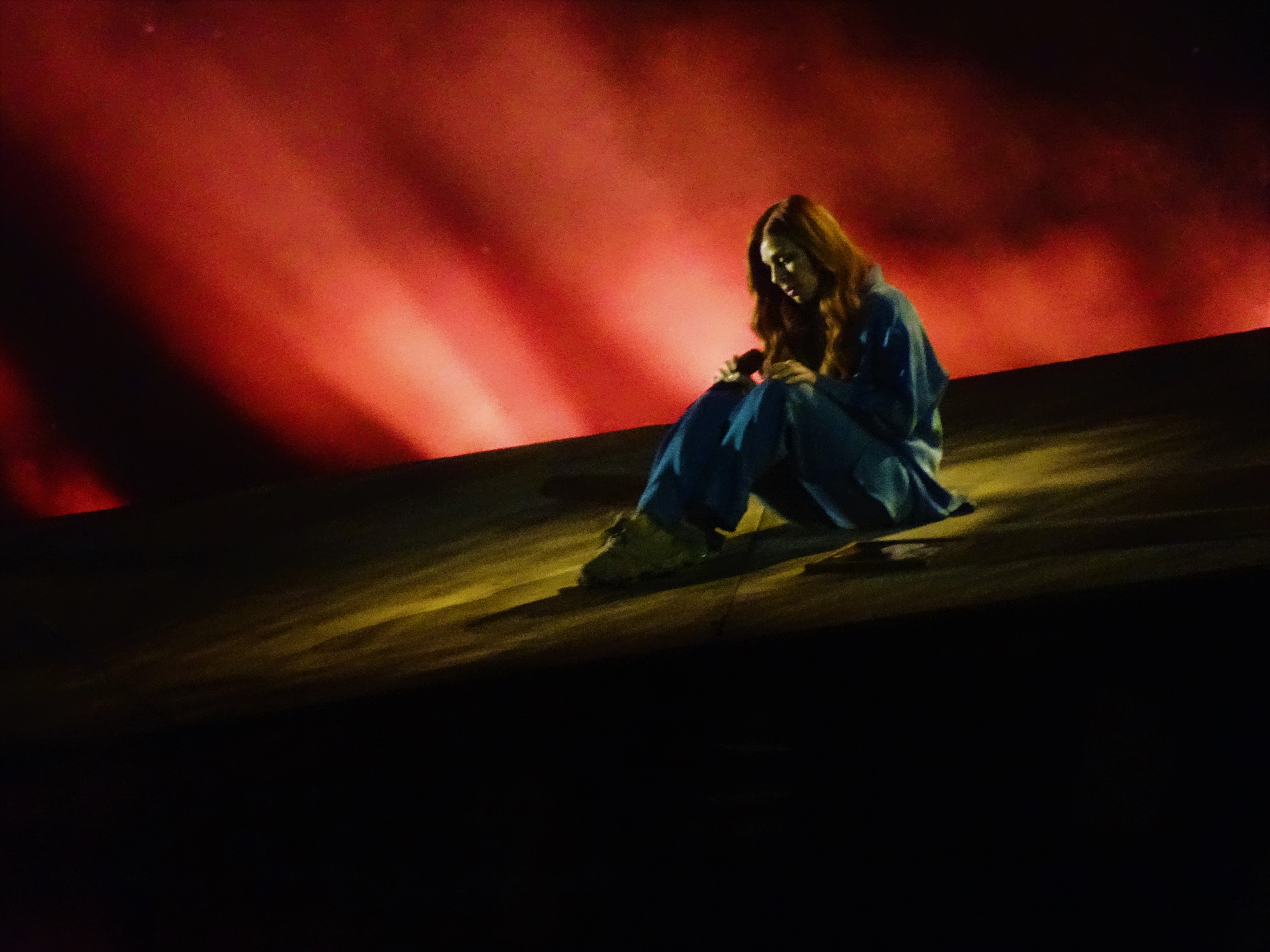
Georgiewa bei den Proben des Eurovision Song Contest 2021

Die Europäische Rundfunkunion kündigte am 17. November 2020 an, dass die für den 2020 abgesagten Eurovision Song Contest ausgeloste Startreihenfolge beibehalten werde. Bulgarien trat somit im zweiten Halbfinale in der zweiten Hälfte am 20. Mai 2021 an. Am 30. März gab der Ausrichter bekannt, dass Bulgarien mit der Startnummer 13 antritt. Bulgarien erreichte im Halbfinale den dritten Platz, womit sich das Land für das Finale des Wettbewerbs qualifizierte. Im Finale am 22. Mai 2021 trat Georgiewa mit der Startnummer 17 für Bulgarien an und erreichte mit 170 Punkten den elften Platz. Das Land erhielt je von der portugiesischen und der moldauischen Jury die Höchstpunktzahl von zwölf Punkten.

## Veröffentlichung und Musikvideo
Growing Up Is Getting Old wurde am 18. Februar erstmals vorgestellt. Gleichzeitig erschien das zugehörige Musikvideo, welches unter der Regie von Viktoria Karakolewa entstand. Der Titel erschien folglich auf der EP mit dem Titel a little dramatic. Mitte März wurde die um 18 Sekunden verkürzte Fassung veröffentlicht, um den Regularien des Wettbewerbs gerecht zu werden.

## Rezeption
Der Fanblog ESC Kompakt fasst zusammen, dass Growing Up Is Getting Old nicht so gut sei, wie Tears Getting Sober, obwohl er die ähnlichen musikalischen Zutaten beinhalte. In Hinblick auf die EP passten ruhigere Songs besser zur Sängerin im Gegensatz zu Titeln wie Ugly Cry oder Phantom Pain.